# Sušice (Zlín)
Sušice (in tedesco Suschitz) è un comune della Repubblica Ceca facente parte del distretto di Uherské Hradiště, nella regione di Zlín.